# Johann von Thielmann
Johann Adolf von Thielmann (Dresda, 27 aprile 1765 – Coblenza, 10 ottobre 1824) è stato un generale prussiano che combatté per Sassonia, Prussia e Francia nel corso delle guerre napoleoniche.

## Biografia
Arruolatosi nella cavalleria del Principato Elettorale di Sassonia, combatté la prima volta i francesi durante le campagne del Reno e passò alla Prussia durante la campagna di Jena. Dopo il disastro di Jena Thielmann fu mandato come ambasciatore della Sassonia presso Napoleone Bonaparte, ne divenne ammiratore, e si sforzò per ottenere un'alleanza franco-sassone. Thielmann fece parte del contingente sassone che combatté nell'assedio di Danzica e nella battaglia di Friedland.
Nel 1809, quando era colonnello dei freikorps, contrastò l'avanzata degli austriaci in Sassonia, e fu ricompensato per il suo operato con il grado di maggior generale, per poi diventare tenente generale nel 1810. Da comandante di una brigata di cavalleria pesante sassone partecipò alla marcia su Mosca di due anni dopo, ed il coraggio mostrato nella battaglia di Borodino gli valse l'attenzione di Napoleone il quale lo invitò nella propria suite. Come suo sovrano lo nominò freiherr.
Durante la guerra della sesta coalizione Thielmann, ormai diventato von Thielmann, giocò un ruolo fondamentale. Da governatore di Torgau, per ordine del re, si dichiarò neutrale, ma quando gli fu chiesto di consegnare la fortezza ai francesi lasciò il comando e, con il suo ufficiale Aster, si unì agli alleati. Da generale russo fu impiegato nella ristrutturazione dell'esercito sassone dopo la battaglia di Lipsia, e nel 1814 comandò i corpi sassoni che operavano nei Paesi Bassi.

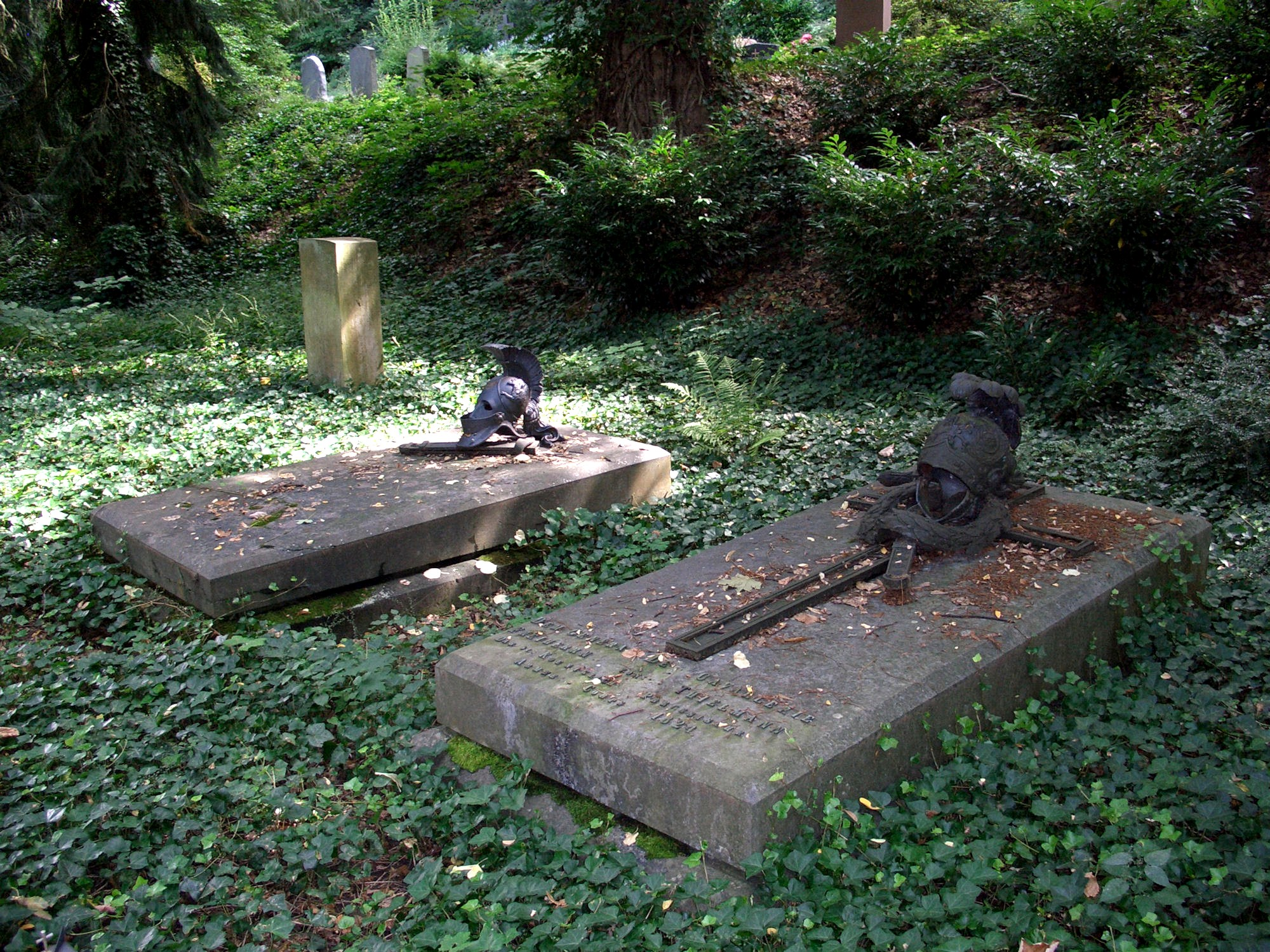
Tombe di tre generali prussiani nel cimitero di Coblenza. Quella di von Thielmann e davanti a destra

All'inizio dell'anno seguente divenne tenente generale al servizio dei prussiani, ed al comando del 3º corpo dell'esercito partecipò alla campagna di Waterloo. Si ritirò dal campo di battaglia di Ligny assieme al resto dell'esercito di Blücher, dirigendosi a Wavre, e quando gli altri marciarono verso Waterloo von Thielmann difese questa mossa contro Emmanuel de Grouchy, combattendo la battaglia di Wavre (18–19 giugno 1815) e contribuendo alla vittoria di Waterloo.
In seguito fu nominato comandante a Münster (VII corpo) ed a Coblenza (VIII Corps), ed in quest'ultimo luogo morì da generale di cavalleria.